# Улица Гидростроителей (Кронштадт)
Улица Гидрострои́телей — улица в Кронштадте в микрорайоне 19-й квартал. Соединяет Кронштадтское и Цитадельское шоссе к западу от улицы Литке параллельно КАД Санкт-Петербурга.
Протяжённость — 600 метров.

## История
Улица заложена 12 декабря 1983 года, в день основания самого микрорайона. В 2009 году в нечётной стороне улицы был разбит сквер и установлен памятник «Морякам-катерникам Балтики», 12 сентября состоялось его торжественное открытие.

## География
Улица Гидростроителей является одной из основных магистралей микрорайона 19-й квартал. С юга улица соединена просёлочной дорогой с акваторией порта, а также (проездом) с перекрёстком КАД Санкт-Петербурга с Южной Кронштадтской дорогой.

## Здания и сооружения
- дом 6 — филиал детской музыкальной школы № 8[4];
- дом 8 — торговый комплекс;
- автозаправочная станция Лукойл;
- жилые дома;
- сквер Катерникам;
- монумент «Морякам-катерникам Балтики».

## Транспорт
Автобусы: № 2Кр, 3Кр, 101.

## Пересечения
с севера на юг:
- Кронштадтское шоссе — пересечение с Кронштадтским шоссе перекрыто КАД в 2007 году, съезда на него больше нет.
- улица Станюковича
- Цитадельское шоссе